# アドヴェンチャー級偵察巡洋艦
アドヴェンチャー級偵察巡洋艦（英語: Adventure-class cruiser）はイギリス海軍の偵察巡洋艦の艦級。初代E級の整備に伴って1903年度計画で建造された嚮導艦のうち、アームストロング社による建造分である。

## 来歴
イギリス海軍の駆逐艦は、もともとフランス海軍を仮想敵として、近海での作戦を想定してきたが、英仏関係の改善とドイツ帝国海軍の台頭に伴い、1901年度計画より、想定戦場を北海に移して、航洋性を向上させたE級の建造に着手した。これを受けて、1901年4月、地中海艦隊司令官フィッシャー提督の水雷戦隊指揮官であったジャクソン大佐は、駆逐艦を嚮導する小型・高速の巡洋艦の必要性を提言した。
これは実質的に嚮導艦というべきものであり、ピローラス級防護巡洋艦やバーラム級水雷巡洋艦、水雷砲艦の後継となる、より高速の艦として構想された。ジャクソン大佐は公試速力24ノットと持続速力19ノット、航続距離1,200海里という運動性能と、無線設備・旗艦設備の搭載を提唱した。1902年5月には、ヴィッカース社、ジョン・ブラウン社、フェアフィールド社、テムズ鉄工造船所、アームストロング社、キャメル・レアード社に要請が発出され、アームストロング社、フェアフィールド社、キャメル・レアード社、ヴィッカース社が2隻ずつを競作することになった。このうちアームストロング社による建造分が本級である。

## 設計

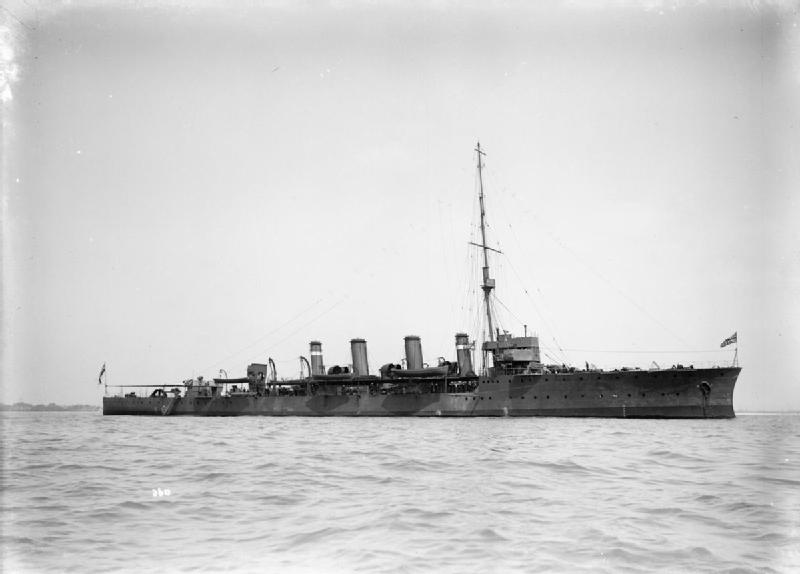
1914年に撮られた「アテンティブ」。

上記の経緯にもとづき、駆逐艦に匹敵する高速性能が求められたことから、基本的には駆逐艦を拡大した船型となっている。ただし巡洋艦としての基準で建造されたことから、海軍本部の要求にもとづき、甲板に装甲を施す防御甲板方式が採用された。装着範囲は甲板を全通しており、19～51ミリ厚とされた。水線部装甲はもたない。なお本級は、英巡洋艦としては初めてクリッパー型の艦首を採用しており、簡素な単脚式の簡素なマストとあいまって、スマートな艦容となっていた。
ボイラーとしてはヤーロウ式水管ボイラー12缶、主機としては直立式3気筒3段膨張レシプロ蒸気機関2基を搭載しており、スクリュープロペラ2軸を駆動した。出力は16,000馬力であった。なお12基のボイラーの排気は4本の煙突に導かれているが、中央の2本が4基ずつ、前後の2本が2基ずつを分担していることから、太さが異なっている。

## 装備
艦砲としては、1902年5月の設計では40口径7.6cm砲（QF 12ポンド砲）6門を搭載する予定とされていたが、8月には更に4門が追加された。また魚雷防御砲として40口径4.7cm砲（QF 3ポンド砲）8門が搭載された。水雷兵器としては、駆逐艦と同様の旋回式45cm魚雷発射管2門が搭載されている。
船体中央部には4本煙突が立ち、その周囲には煙管型の通風筒が立っている。煙突の周囲は艦載艇置き場となっており、2本1組として片舷4組ずつ計8組のボート・ダビットにより運用された。

## 同型艦
- アドヴェンチャー
- アテンティブ